# کارول بوترین
کارول بوترین (لهستانی: Karol Butryn؛ زادهٔ ۱۸ ژوئن ۱۹۹۳) بازیکن والیبال اهل لهستان است.